# Plateau Rosa
 (août 2016).
Si vous disposez d'ouvrages ou d'articles de référence ou si vous connaissez des sites web de qualité traitant du thème abordé ici, merci de compléter l'article en donnant les références utiles à sa vérifiabilité et en les liant à la section « Notes et références ».
Le plateau Rosa est un glacier situé dans la haute vallée de Zermatt, dans le canton du Valais en Suisse.

## Toponymie
Le toponyme rosa vient du patois valdôtain rouésa, ou rouja, qui signifie « glacier » (du bas latin rosia), et c'est la même étymologie que celle du mont Rose.

## Géographie
Il se présente comme un haut-plateau toujours glacé et limité au nord par le Petit Cervin (3 883 mètres), à l'est par le Breithorn occidental (4 164 mètres) et à l'ouest par la Tête Grise (3 480 mètres) et par le col du Théodule (3 316 mètres) sur la frontière entre l'Italie et la Suisse.

## Installations de ski

Terrasse de la station téléphérique du Petit Cervin.

On peut rejoindre le plateau en téléphérique, depuis les deux versants.
Les Italiens furent les premiers à rejoindre le glacier par le transport par câble, lorsqu'ils inaugurèrent la première télécabine du Breuil-Cervinia, au début des années 1940. Dans les années 1960 et 1970, des téléskis gérés par la société Transports par câble du Cervin permettaient déjà la pratique du ski estival sur le glacier.
Ensuite le glacier a été rejoint aussi par les téléphériques depuis Zermatt, les téléskis passèrent donc sous la gestion d'une société suisse. Aujourd'hui encore, pour skier sur le glacier, il est nécessaire d'avoir un forfait skieur international.
Le point de départ du versant italien se situe au Breuil, l'arrivée à la Tête Grise. Du versant suisse, le départ se trouve à Zermatt, l'arrivée au Petit Cervin. Le téléphérique du Petit Cervin est la plus haute d'Europe. Un téléski ouvert seulement en été permet entre autres d'atteindre le Dos de Rollin, à 3 899 mètres. Il domine le glacier du Théodule auquel il est directement relié.

## Lieux d'intérêt
Près de l'arrivée du téléphérique du Petit Cervin se trouve le Palais de glace, une série de grottes creusées à 15 mètres de profondeur dans le glacier, où on peut admirer des sculptures en glace et en neige et se renseigner sur la glaciologie.
Le refuge Guides du Cervin, situé sur la frontière après le poste de contrôle de la police de frontière, près de la station météorologique de l'aéronautique militaire italienne et d'un laboratoire du Conseil national de la recherche (CNR) italien, équipé pour le suivi de l'action des gaz à effet de serre et de la qualité de l'air.

## Refuges
Aux abords direct du plateau Rosa se trouvent le refuge du Théodule (3 317 mètres), près du col du même nom, et le refuge Guides du Cervin (3 480 mètres) à la Tête Grise.